# ایشیگاکی، اوکیناوا
ایشیگاکی در استان اوکیناوا در کشور ژاپن واقع شده‌است که دارای جمعیت ۴۶٬۴۸۹ نفر و مساحت ۲۲۹٫۰۰ کیلومتر مربع با تراکم جمعیت ۱۹۵ نفر در کیلومترمربع است و در تاریخ ۱۰ ژوئیه ۱۹۴۷ به عنوان شهر شناخته شد.

## نگارخانه

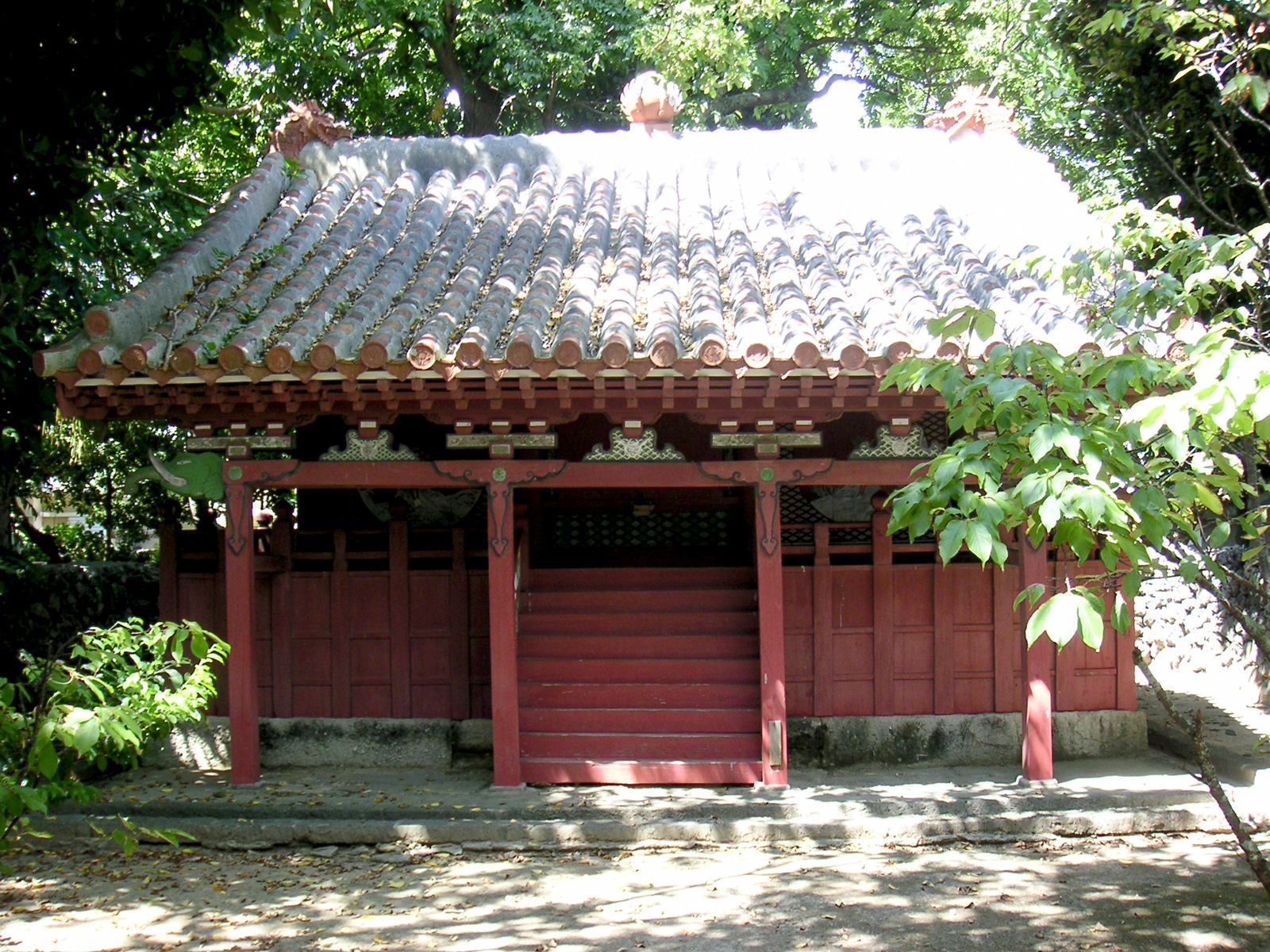
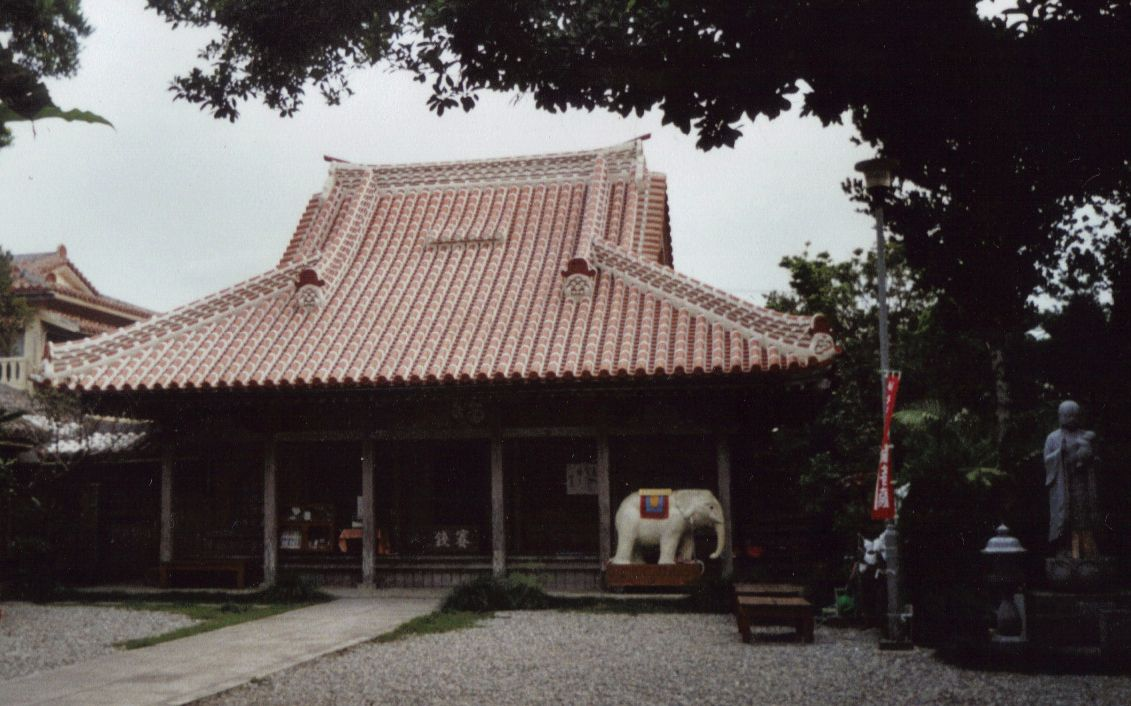
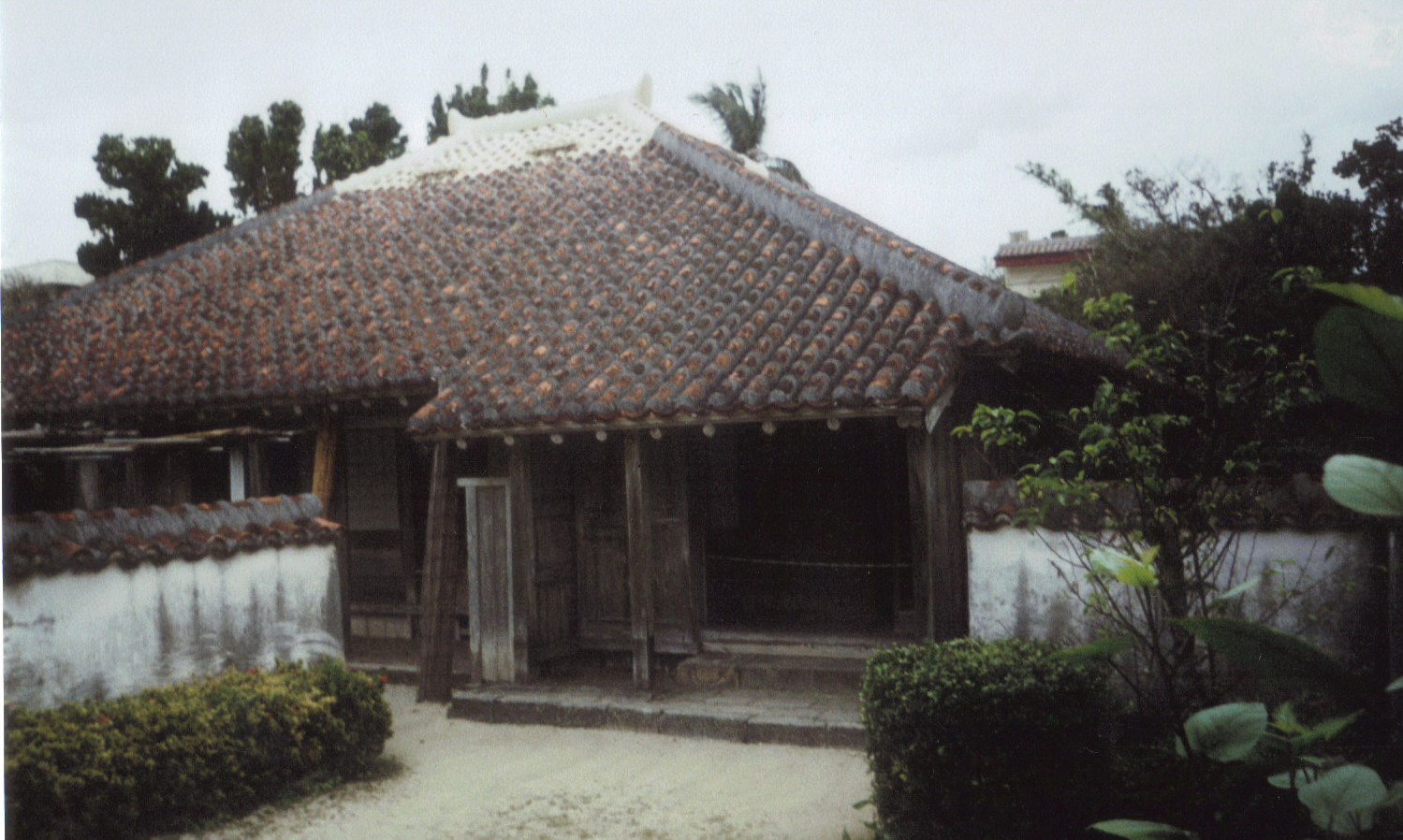
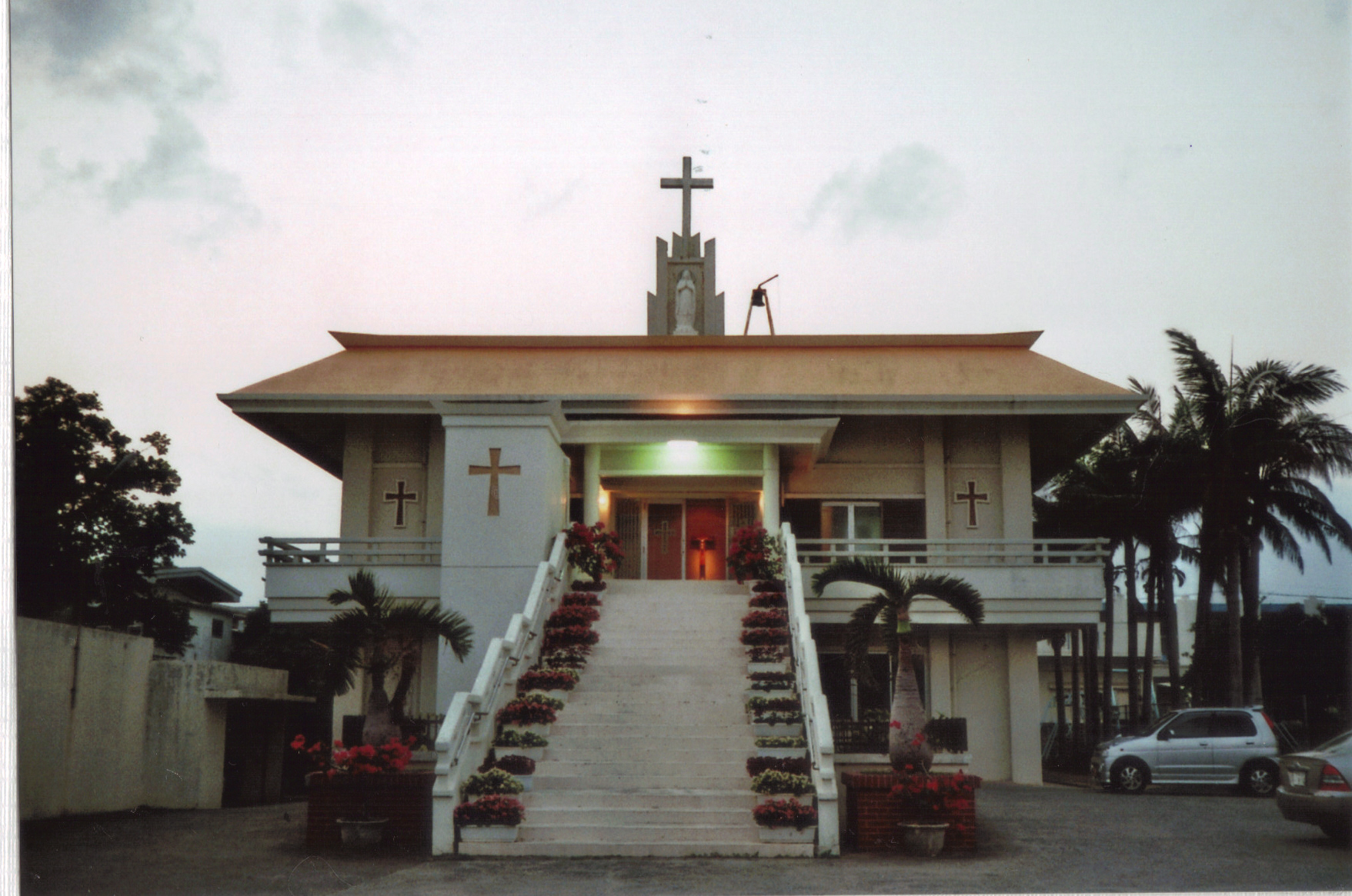
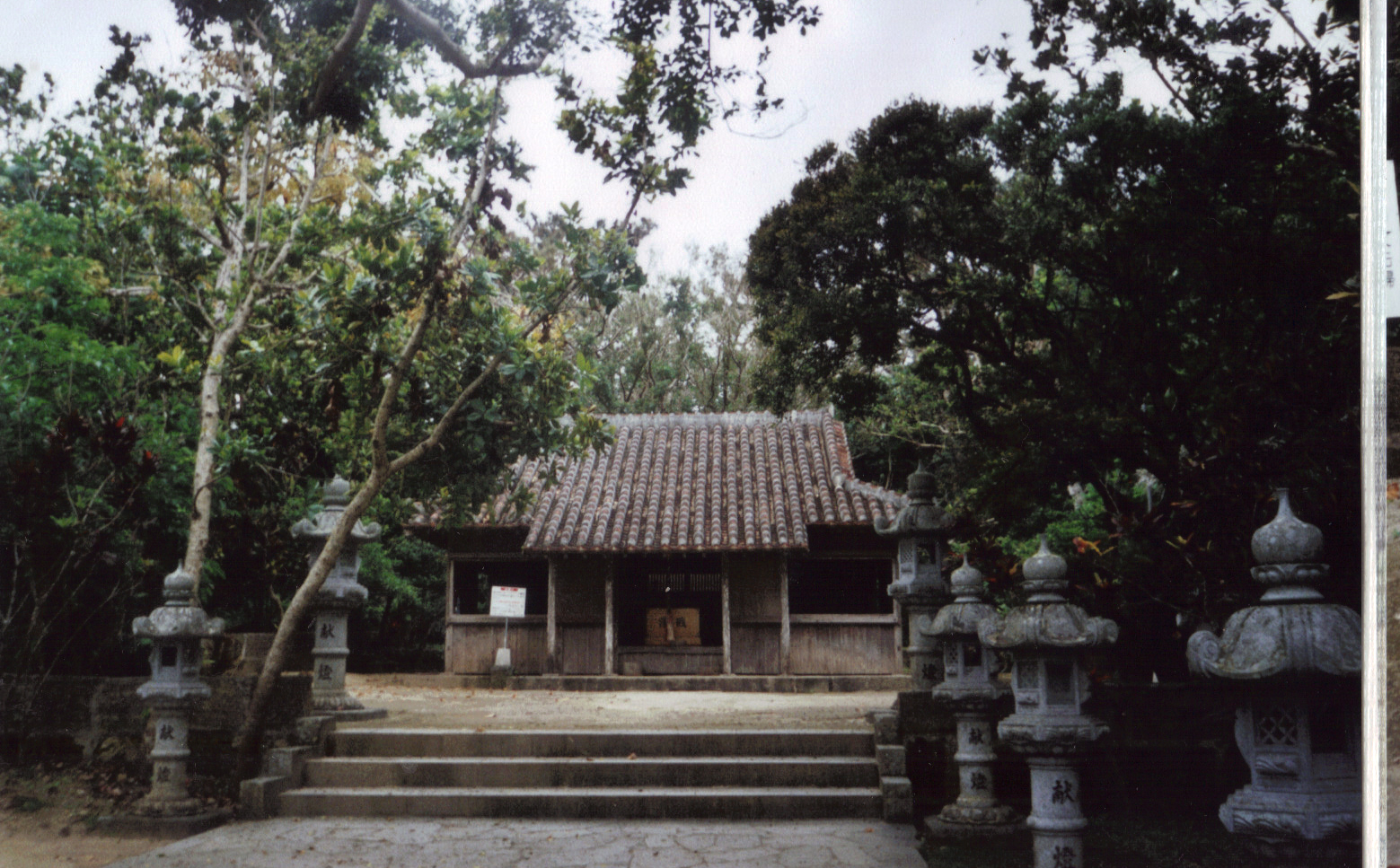
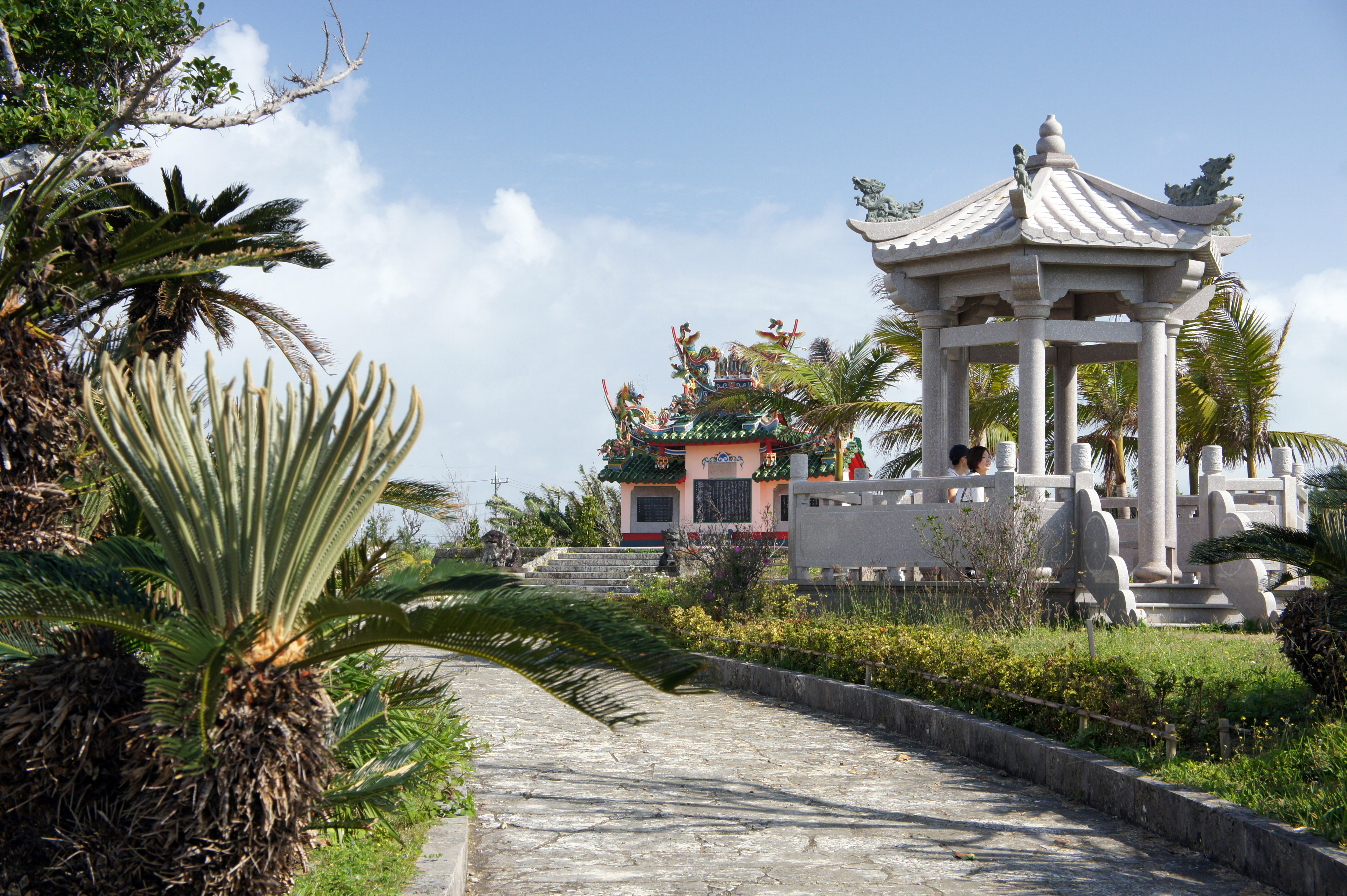
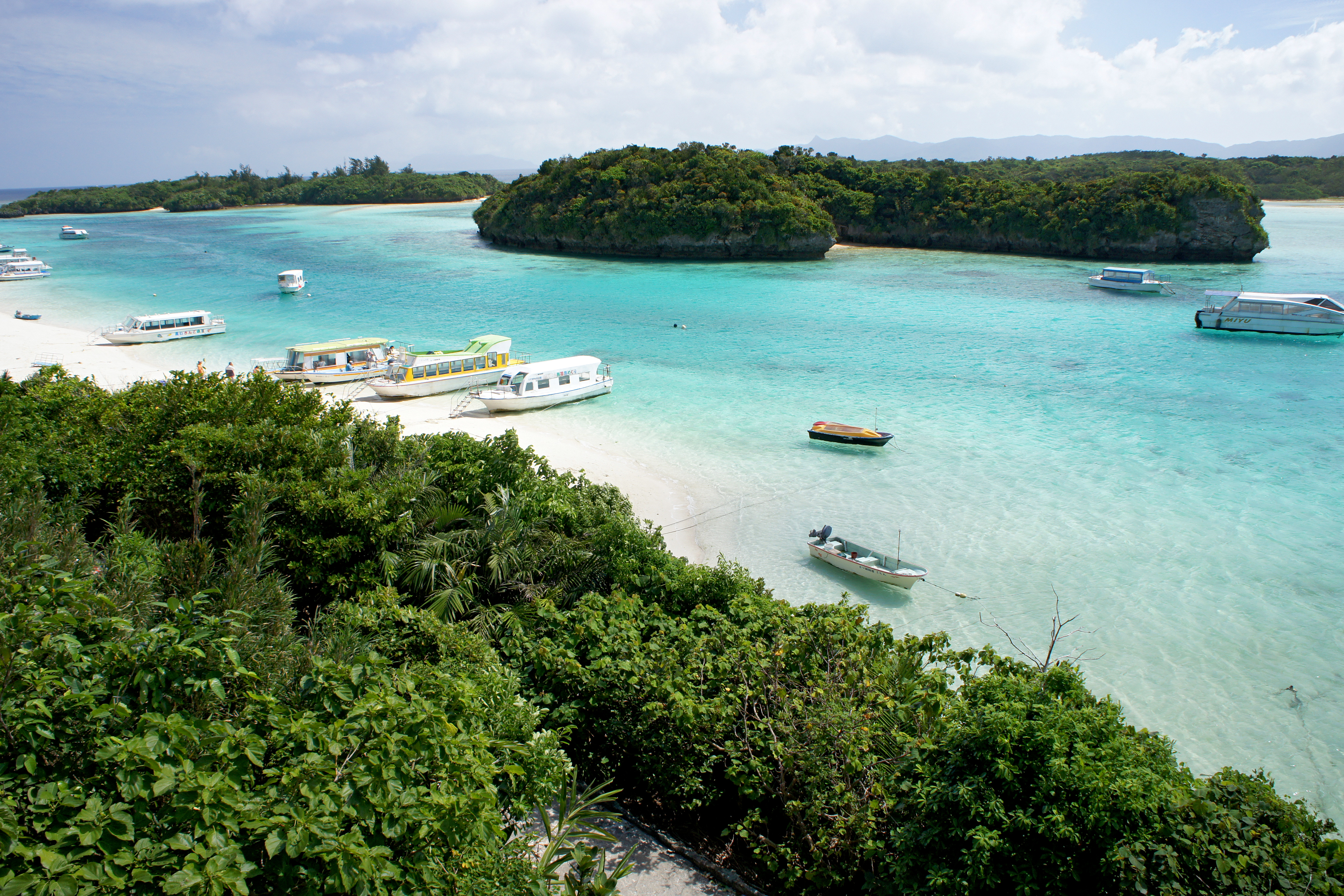